# Reserva de la biosfera Dehesas de Sierra Morena
La reserva de la biosfera Dehesas de Sierra Morena es una reserva de la biosfera de España, declarada el 8 de noviembre de 2002, después de una propuesta realizada por la Junta de Andalucía. Integra cuarenta y tres municipios en tres provincias andaluzas: Huelva, Sevilla y Córdoba. Dentro del área de esta reserva viven más de 90.000 personas. La autoridad que lo administra es la Consejería de Medio Ambiente y Ordenación del Territorio. 

## Extensión
Esta reserva de la biosfera está formada por tres parques naturales:
- el parque natural Sierra de Hornachuelos en la parte occidental de la provincia de Córdoba. Son montes con barrancos cruzados por los ríos Bembézar y Guadalora. El sendero de las Herrerías parte de Huerta del Rey, recorriendo bosques de encinas, alcornoques, madroños y acebuches. Su superficie se extiende por los términos municipales de Almodóvar del Río, Hornachuelos, Posadas, Villaviciosa de Córdoba y una pequeña parte de la ciudad de Córdoba.
- el parque natural Sierra Morena de Sevilla en la provincia de Sevilla. Predomina el paisaje de dehesa, formado por la ganadería extensiva, la extracción de corcho y la caza. Está recorrido por los ríos Viar, Retortillo y Huéznar.
- el parque natural Sierra de Aracena y Picos de Aroche en la Provincia de Huelva. Es zona de media montaña con ganadería porcina criada en montanera. No se llega a los 1.100 m s. n. m. Hay paisaje de dehesa mediterránea junto con elementos más propios del bosque atlántico como los castañares, los rebollares de Quercus pyrenaica, los bosques de ribera con alisos (Alnus glutinosa) y los saúcos. Es atravesado por la rivera del Múrtiga, rivera de Hinojales y rivera del Hierro, además se sitúa el nacimiento del Río Odiel.

Su extensión total son 424.400 hectáreas, siendo la Zona Núcleo de 32.663 ha 8%, la Zona Tampón 327.149 ha 77% y la Zona de Transición 64.588 ha 15%. La altitud de esta reserva es de 80 a 1.010 m s. n. m. Los límites son los siguientes: al norte 38°12′53.8″N 06°55′50.3″O / 38.214944, -6.930639, al sur 37°42′56.7″N 05°52′12.5″O / 37.715750, -5.870139, al este 37°56′7.5″N 04°58′34″O / 37.935417, -4.97611 y al oeste 38°01′8.8″N 06°55′12.5″O / 38.019111, -6.920139.

## Flora
Su principal ecosistema son los bosques de vegetación esclerófila de hoja perenne y arbustiva. Las dehesas son un sistema agropecuario de amplia biodiversidad. El hábitat predominante de esta reserva es la dehesa, dominado sobre todo por las encinas y por los alcornoques de los que se extrae el corcho. También están representados los quejigos, que aparecen junto a los alcornoques en la parte más húmeda, y los rebollos. Cerca de la Vega del Guadalquivir se encuentran acebuches. Es la singularidad de la dehesa dentro de lo que es la agricultura mundial lo que determinó que la Unesco la nombrara reserva, pues es un modelo de desarrollo sostenible.
Aparte de la dehesa, puede encontrarse en los montes el típico matorral mediterráneo de jaras, con zonas de especies arbustivas nobles: coscoja, lentisco, terebinto, esparraguera boscana, arrayán y madroño.
A lo largo del curso de los ríos pueden verse bosques de ribera con árboles como alisos, olmos, fresnos y almeces. También hay álamos, hiedra y majuelo. En los ríos se encuentran plantas acuáticas como ranúnculos, lentejas de agua, lila de agua y Zannichellia.
Por último, deben mencionarse otros hábitats de menor extensión, como son los bosques de castaños, en la zona de la Sierra de Aracena y Picos de Aroche; así como zonas de agricultura tradicional con olivos y, en la mitad sur, un enclave calizo con algarrobos, palmitos y acebuches u olivos silvestres.

## Fauna
La fauna es típicamente mediterránea. En cuanto a los mamíferos, cabe citar el lince ibérico en peligro de extinción, el meloncillo, el lobo, la nutria, el lirón careto, el jabalí y el ciervo. En cuanto a peces es importante la presencia del endemismo jarabugo, sobre todo en la parte occidental de la reserva y presencia de colmillejas, cacho, barbos y bogas. En cuanto a las aves, cabe citar el águila imperial ibérica, águila culebrera águila real y águila perdicera. En la Sierra de Hornachuelos se encuentra la segunda colonia de buitre negro de Andalucía y colonias de buitre leonado. Aunque son escasas, también hay una especie amenazada la cigüeña negra, de gran interés y con presencia importante en la reserva.

## Clima
Es mediterráneo semiárido y continental en la parte oriental. Amplitud térmica acusada y abundantes heladas. La pluviometría media anual va desde 600-800 l/m² en zonas bajas a 1.500 en las cumbres.

## Actividad humana
Siguen desarrollándose en la reserva actividades humanas tradicionales como la cría de ganado de baja intensidad o la explotación de las encinas. También hay industrias de transformación agrarias. Y es una zona en la que se desarrolla el turismo verde o agroturismo.
De su patrimonio cultural, destacan los restos romanos cerca de Posadas y en este mismo municipio, la Torre del Ochavo y la Torre de Guadacabrilla o Torre de la Cabrilla, de época árabe.